# 1994年圣马力诺大奖赛
1994年圣马力诺大奖赛（義大利語：14°Gran Premio di San Marino）于5月1日在意大利伊莫拉恩佐·迪诺·法拉利赛道举行，是1994赛季的第三场比赛。这场比赛因为巴西传奇车王埃尔顿·塞纳和奥地利车手羅蘭德·拉岑伯格在比赛中意外身亡而广受关注。 贝纳通车队的迈克尔·舒马赫驾驶贝纳通取得冠军，尼古拉·拉里尼驾驶法拉利赛车取得亚军，是职业生涯首次积分完赛。迈凯伦车手米卡·哈基宁获得季军。
4月29日的练习赛中，巴西车手鲁本斯·巴里切罗在一场事故中严重受伤，几名机械师和观众受伤。4月30日，奥地利车手羅蘭德·拉岑伯格在事故中意外丧生。5月1日，三届世界冠军埃尔顿·塞纳在事故中意外丧生。这是自1982年加拿大大奖赛以来第一次有车手在F1比赛周末中死亡，也是自1960年比利时大奖赛以来第一次有两名车手在同一个比赛周末死亡。这些悲剧事件对1994赛季和F1运动的发展都产生了非常深远的影响，尤其是在赛车安全方面。
在这一场比赛之后，F1运动的安全性收到了广泛的关注，已经解散12年的F1车手协会也被重新组建。与此同时，很多赛道的设计为了更安全进行了修改，赛车也进行了相应的一些更改以确保安全性。新赛道设计了大量缓冲区，让赛车在冲出赛道时充分减速。此外，国际汽联还制定了大量的规则来降低F1赛车的速度，并对缓冲区的设置提出了更高的要求。
塞纳在他的家乡巴西圣保罗举行了国葬，约有50万人在街道两旁行注目礼。意大利检察官指控6人应该对塞纳之死负责，但后来所有人都被无罪释放。由于上诉和改判后的再审，本案花了11年多时间才结束。
由于这场比赛后安全标准的提高，2014年日本大奖赛上朱尔斯·比安奇的致命撞车之前，F1连续20年没有发生过致命事故。

## 赛事报告

### 背景
本场比赛是1994年F1的第三场比赛。本场比赛开始之前，贝纳通车队车手迈克尔·舒马赫获得了20分领跑车手积分榜，乔丹车队车手鲁本斯·巴里切罗获得7分位居第二，落后舒马赫13分；威廉姆斯车队车手达蒙·希尔和法拉利车队车手加赫特·贝加各获得6分并列第三，法拉利车队的另一位车手让·阿莱西获得4分位居第五。在车队积分榜上，贝纳通车队获得20分位居第一，法拉利车队获得10分排名第二，乔丹车队获得7分排名第三。
在这场比赛中，两位车手人选发生了变动。JJ尼赫托取代贝纳通车队车手乔斯•维斯塔潘，维斯塔潘代替在季前测试中受伤的尼赫托参加了该赛季的前两场比赛。安德烈日·塞萨瑞斯取代了铃木亚久里成为乔丹车队车手。

### 排位赛

#### 周五排位赛
4月29日－4月30日，1994年圣马力诺大奖赛的排位赛在意大利的恩佐·迪诺·法拉利赛道举行。在周五举行的第一阶段排位赛期间，乔丹车队车手鲁本斯·巴里切罗以225公里/小时的速度冲出瓦利昂特-巴萨弯（Variante Bassa corner）撞击赛道边缘的轮胎墙，冲击力达到95倍重力加速度。巴里切罗的赛车被击飞到了空中，赛车在空中翻了几圈方才落地。医疗团队在事发地点对他进行了紧急治疗，稍后他被送往赛道医疗中心，紧接着又被送往博洛尼亚的马焦雷医院（Maggiore Hospital）。巴里切罗遭到手腕扭伤，鼻子骨折。在事故中，巴里切罗的舌头堵住了他的呼吸道，国际汽联医生希德·沃特金斯的急救挽回了巴里切罗的性命。塞纳也到医疗中心看望他。在得知巴里切罗幸存后，塞纳回到他的赛车车上继续练习。巴里切罗第二天到达了比赛现场，但是鼻子和手臂上的伤使得他未能上场参加比赛。事故发生十年后，当时效力于威廉姆斯车队的车手达蒙·希尔描述了车祸后的感觉：“我们都摆脱了阴影，继续参加排位赛，确信我们的车像坦克一样坚固，我们可能会发生事故，但不会受伤。”
周五排位赛结束后，埃尔顿·塞纳以1分21秒548的成绩位列第一，领先位列二三名的舒马赫和加赫特·贝加将近0.5秒。塞纳的队友达蒙·希尔由于排位赛中发生侧滑，落后1.6秒排名第七。

#### 周六排位赛与羅蘭德·拉岑伯格之死

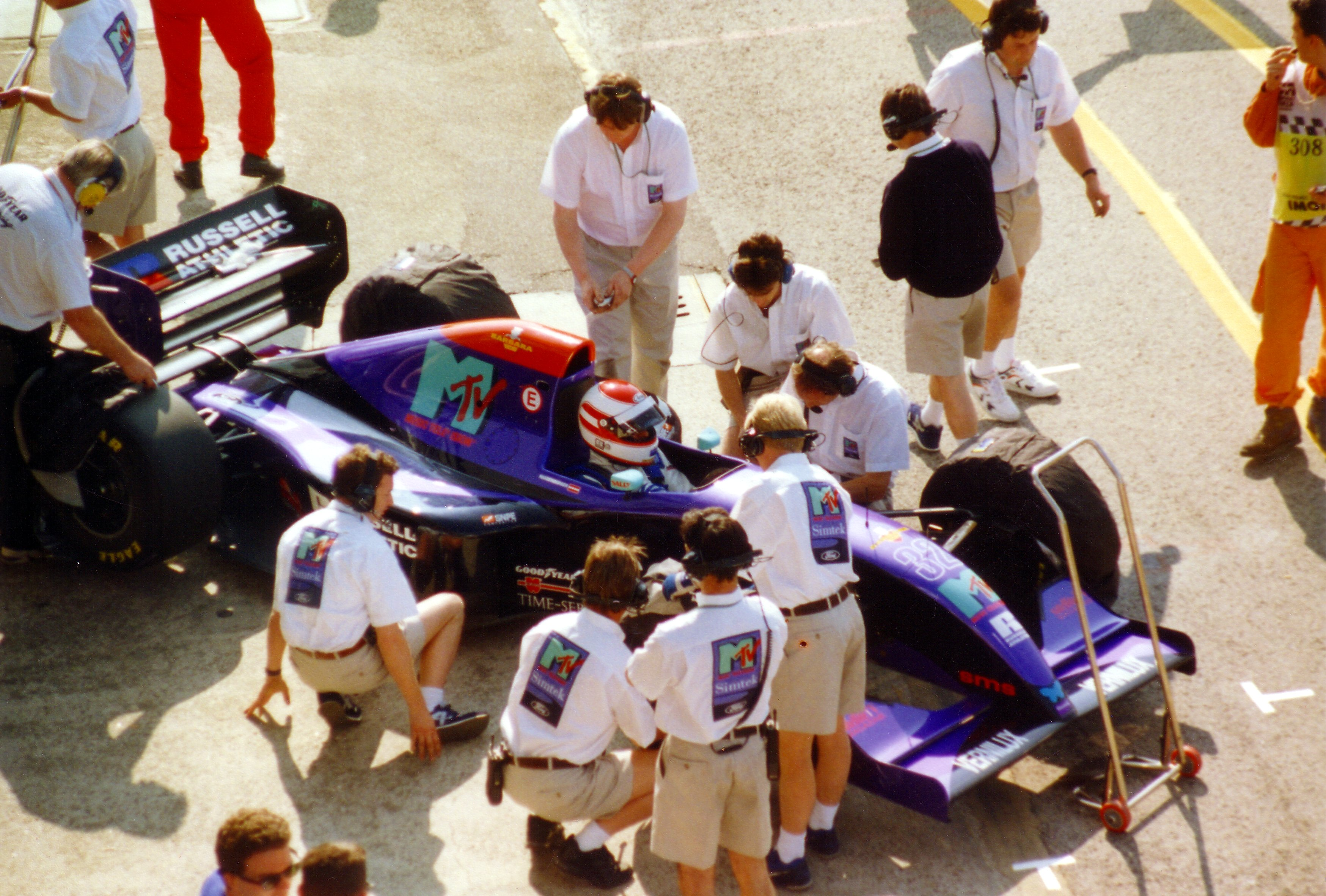
罗兰德·拉岑伯格在排位赛中由于前翼受损遭遇到了致命的事故

最后一节排位赛开始18分钟后，奥地利新秀车手罗兰德·拉岑伯格在维伦纽夫看台（Villeneuve curva）处失控冲出赛道撞击到水泥护墙受到重伤。虽然他大脑还是较为完好的，但是冲击力还是导致了颅底骨折。在上一圈，拉岑伯格在Acque Minerai弯角的路肩上碾过，这一碰撞很可能损坏了他的前翼。他没有回到维修通道，而是继续跑了一圈飞驰圈。他的赛车以314公里/小时的速度行驶，由于安装路肩后将前鼻翼连接到车头底部的两个螺栓可能出现故障，导致他无法控制前翼，从而失去下压力。
拉岑伯格在赛道上接受短暂的紧急治疗后他被送往赛道医疗中心，紧接着又被送往马焦雷医院。
该节排位赛因为这一事故而暂停。48分钟后，排位赛重新开始。但包括威廉姆斯和贝纳通在内的几支车队没有参加比赛。
当地时间下午2点15分，医院方面宣布拉岑伯格已不治身亡。拉岑伯格成为自里卡多·帕雷蒂（在1982年加拿大大奖赛中意外身亡）之后第一位死于F1比赛的车手，距离上一位F1测试车手埃里奥·德·安吉尼斯（为布拉汉姆车队试车时意外身亡于保罗·里卡尔赛道）的死亡也已经过去了8年。
西德·沃特金斯博士（后来的一级方程式赛事赛道救援组组长）回忆艾尔顿·塞纳这一事件的反应时说：“艾尔顿崩溃了，他趴在我的肩头哭泣。”沃特金斯博士试图劝说塞纳不要参加次日的比赛，他对塞纳说：“你还需要做什么吗？你已经是三届世界冠军了，你是最快的车手，放弃这场比赛吧，我们去钓鱼吧。”但是塞纳说：“西德，有些事情我们无法控制，我不可以放弃，我要继续。”
塞纳之后获得了该场比赛的杆位，积分榜领跑者迈克尔·舒马赫获得第二，加赫特·贝加获得第三，塞纳的队友达蒙·希尔比上一节排位赛快了1秒，获得第四名，拉岑伯格在事故之前作出的成绩排名第26。太平洋车队车手保罗·贝尔蒙多和周五排位赛中受伤的巴里切罗没有参加本节排位赛。

#### 赛后规则更改
拉岑伯格的致命事故为F1带来了重大而持久的改革。1994年5月1日，在常规车手简报会上，车手普遍同意重组大奖赛车手协会，埃尔顿·塞纳、格哈德·伯杰和迈克尔·舒马赫担任第一任董事。在本站比赛和1994赛季其他严重车祸之后，该协会敦促改善赛车电子系统的安全性；2003年，为了防止出现与拉岑伯格事故相近的伤害，FIA开始强制使用头盔HANS装置来保障车手安全。

#### 排位赛成绩
| 排名   | 车号 | 车手                  | 车队                | Q1时间    | Q2时间   | 时间差     | 发车位 |
| ------ | ---- | --------------------- | ------------------- | --------- | -------- | ---------- | ------ |
| 1      | 2    | 埃尔顿·塞纳           | 雷诺-威廉姆斯车队   | 1:21.548  | 未参加Q2 | —          | 1      |
| 2      | 5    | 迈克尔·舒马赫         | 福特-贝纳通车队     | 1:22.015  | 1:21.885 | +0.337     | 2      |
| 3      | 28   | 加赫特·贝加           | 法拉利车队          | 1:22.113  | 1:22.226 | +0.565     | 3      |
| 4      | 0    | 达蒙·希尔             | 雷诺-威廉姆斯车队   | 1:23.199  | 1:22.168 | +0.620     | 4      |
| 5      | 6    | JJ尼赫托              | 福特-贝纳通车队     | 1:22.717  | 1:24.029 | +1.169     | 5      |
| 6      | 27   | 尼古拉·拉里尼         | 法拉利车队          | 1:22.841  | 1:23.006 | +1.293     | 6      |
| 7      | 30   | 亨茨·赫拉德·弗伦岑    | 梅賽德斯-索伯車隊   | 1:23.119  | 未参加Q2 | +1.571     | 7      |
| 8      | 7    | 米卡·哈基宁           | 标致-迈凯伦车队     | 1:23.611  | 1:23.140 | +1.592     | 8      |
| 9      | 3    | 片山右京              | 雅马哈-泰利尔车队   | 1:24.000  | 1:23.322 | +1.774     | 9      |
| 10     | 29   | 卡尔·温德林格         | 梅賽德斯-索伯車隊   | 1:23.788  | 1:23.347 | +1.799     | 10     |
| 11     | 10   | 詹尼·莫比德里         | 福特-Footwork车队   | 1:23.663  | 1:24.682 | +2.115     | 11     |
| 12     | 4    | 马克·布伦德尔         | 雅马哈-泰利尔车队   | 1:23.703  | 1:23.831 | +2.155     | 12     |
| 13     | 8    | 马丁·布伦德尔         | 标致-迈凯伦车队     | 1:24.443  | 1:23.858 | +2.310     | 13     |
| 14     | 23   | 皮耶路易吉·马提尼     | 福特-米纳尔迪车队   | 1:24.078  | 1:24.423 | +2.530     | 14     |
| 15     | 24   | 迈克尔·阿尔伯雷特     | 福特-米纳尔迪车队   | 1:24.276  | 1:24.780 | +2.728     | 15     |
| 16     | 9    | 克里斯蒂安·费迪帕尔蒂 | 福特-Footwork车队   | 1:24.655  | 1:24.472 | +2.924     | 16     |
| 17     | 25   | 埃里克·伯纳德         | 雷诺-Ligier车队     | 1:24.678  | 1:40.411 | +3.130     | 17     |
| 18     | 20   | 埃里克·科马斯         | 福特-Larrousse车队  | 1:26.295  | 1:24.852 | +3.304     | 18     |
| 19     | 26   | 奥利维耶·潘尼斯       | 雷诺-Ligier车队     | 1:24.996  | 1:25.160 | +3.448     | 19     |
| 20     | 12   | 约翰尼·赫伯特         | 本田-无限 -莲花车队 | 1:25.114  | 1:25.141 | +3.566     | 20     |
| 21     | 15   | 安德烈日·塞萨瑞斯     | 哈特-乔丹车队       | 1:25.234  | 1:25.872 | +3.686     | 21     |
| 22     | 11   | 佩德罗·拉米           | 本田-无限 -莲花车队 | 1:26.453  | 1:25.295 | +3.747     | 22     |
| 23     | 19   | 奥利维尔·伯瑞塔       | 福特-Larrousse车队  | 1:27.179  | 1:25.991 | +4.443     | 23     |
| 24     | 31   | 大卫·布拉汉姆         | 福特-Simtek车队     | 1:27.607  | 1:26.817 | +5.269     | 24     |
| 25     | 34   | 贝特朗·加邵           | Ilmor-Pacific车队   | 1:27.732  | 1:27.143 | +5.595     | 25     |
| 26     | 32   | 罗兰德·拉岑伯格       | 福特-Simtek车队     | 1:27.657  | 1:27.584 | +6.036     | DNS1   |
| 27     | 33   | 保罗·贝尔蒙多         | Ilmor-Pacific车队   | 1:28.361  | 1:27.881 | +6.333     | —      |
| 28     | 14   | 鲁本斯·巴里切罗       | 哈特-乔丹车队       | 14:57.323 | 未参加Q2 | +13:35.775 | —      |
| 来源： |      |                       |                     |           |          |            |        |

^1  — 罗兰德·拉岑伯格由于排位赛的致命事故无法起步 

### 正赛

#### 起步事故
比赛于当地时间下午2:00在干燥晴朗的条件下进行。米歇尔·阿尔博雷托本应在15位发车，但由于赛车出现故障，他从备用米纳尔迪的维修通道发车。比赛刚起步时，贝纳通车队的JJ尼赫托的赛车便在发车位抛锚。因为赛车的阻挡，后方的车手佩德罗·拉米未看到停止不动的贝纳通赛车，结果佩德罗·拉米的莲花赛车直接撞上了尼赫托赛车的尾部，导致赛车轮胎飞向空中。赛车的部分部件飞过了安全围栏，该围栏是为保护观众而设计的。这一次事故导致一名警官和八名观众受轻伤。加乔特险些撞上了拉米的车，幸运的是，拉米安然无恙，并在无人帮助的情况下迅速走出赛车。在这之前，马丁·布伦德尔超越了两辆赛车和尼赫托，从第13名升至第10名。
这一次事故导致安全车出动，在这期间，因为赛车一直以一个较慢的速度行驶，轮胎温度急剧下降，在赛前的车手简报会上，塞纳和加赫特·贝加就对安全车不能达到足够的速度来保持较高的轮胎温度的问题表示担忧。塞纳还对1994年太平洋大奖赛引入的程序感到担忧，根据该程序，安全车将在暖胎圈上率先发车，而不是让领跑车手决定暖胎圈的速度。这场比赛取消了这个程序。这场比赛的安全车是由欧宝威达提供，在赛道上行驶非常缓慢。塞纳也多次将车靠边停下，促进车手提高速度。后来得知，这辆安全车的刹车失灵，在第一圈时刹车开始减弱，因此车手不得不降低车速，以避免安全车本身造成事故的可能性。在安全车带领过程中，埃里克·科马斯和埃里克·伯纳德发生了擦碰，以至于科马斯的赛车发生了振动。科马斯停了下来，让车队对问题进行评估。

#### 比赛重启，塞纳的致命事故与红旗
赛道碎片被清理干净后，安全车驶离赛道，比赛在第五圈结束时重新开始。乔纳森·帕尔默与默里·沃克代表BBC发表评论时说，舒马赫跑得非常快，他将只进行一次进站，因此，他将使用一辆比塞纳更重的车进行比赛。塞纳计划按常规进行两次进站。马丁·布伦德尔告诉BBC主持人史蒂夫·莱德，迈凯轮将进行两次进站。塞纳和舒马赫迅速超过了杰哈德·伯格，伯格目前位于起步失误的达蒙·希尔身前。

坦布雷罗弯（Tamburello corner）--塞纳发生事故的地点

在第七圈，重新开始后的第二圈，塞纳领先迈克尔·舒马赫。这时，塞纳的赛车以305公里/小时的速度行驶，未能在坦布雷罗左手弯成功转弯，继续保持直线行驶，在尽可能的制动后，以211公里/小时的速度撞上了未加保护的混凝土挡墙。塞纳当场死亡。当赛道工作人员清理塞纳赛车的残骸时，他们发现一面卷起的奥地利国旗。塞纳本打算在比赛结束后把它举起来，以纪念拉岑伯格。
当地时间下午2点17分，赛道出示红旗,比赛中止。国际汽联赛事医生希德·沃特金斯赶往事发现场救治塞纳。按照规则，当一场赛事在红旗状态结束时，车手必须低速驾驶赛车返回维修站通道或者发车位等待进一步的通知。这样可以确保赛事干事和医疗团队尽快到达事故发生地。但是在事故发生大约10分钟后，Larrousse车队“一直在集中精力修理科马斯的赛车，却没有意识到塞纳撞车了”，错误地允许他们的车手埃里克·科马斯离开维修站，而在当时，赛道仍处于红旗状态之下。他基本已全速行驶到了塞纳的事故地点，赛事工作人员疯狂地招手让他停下。BBC评论员默里·沃克和欧洲体育频道解说员约翰·沃特森都感到震惊，用这样的话语描述当时的情形：“这是我一生中见过的最荒唐的场景！红旗的状态下，科马斯怎么能从维修通道出来！”科马斯并未撞到赛道上的工作人员和车辆，但是当他看到塞纳的事故现场之后他非常的痛苦和紧张，稍后他宣布放弃该场比赛，十多年来他一直没有提及自己目睹的一切。
塞纳从撞毁的威廉姆斯赛车上被抬了出来。在接受了大约15分钟的现场急救之后，塞纳被直升机送往博洛尼亚的马焦雷医院，他是在这个比赛周第三位被送往该医院的车手。在直升机上，医疗团队仍然在对他进行急救。事故发生37分钟之后（当地时间下午2点55分），比赛重新开始。

#### 第二次起步
根据比赛规则，比赛将从第6圈重新开始，全场比赛共进行了58圈，第一次起步跑了5圈，第二次起步跑了53圈，比赛最终结果由车手完成两部分时间之和决定。
在第二次起步时，亨茨·赫拉德·弗伦岑在试图驶离发车位时赛车抛锚，他不得不从维修站起步。其他车手则是按照比赛暂停时的排名顺序在发车区发车。
迈克尔·舒马赫由于车轮打滑起步失误，杰哈德·伯格目前领跑——由于在比赛停止前舒马赫领先伯杰一段时间，舒马赫仍然在比赛总成绩中领先。第三名的希尔试图在托萨弯角超越舒马赫，然而冲出了赛道，前鼻翼受损。希尔立即进站更换前鼻翼。出站后，希尔经过努力超车以第六名完赛。
舒马赫在第12圈时领先，而伯格冲出了赛道，证实了伯格在红旗前和红旗后的配速都下降了以适应三次停站策略，因此伯格使用了更轻的赛车。伯格在第15圈结束时做了一次进站，这是他计划的两次进站中的第一次进站。
这时，米卡·哈基宁处于领跑位置。第18圈，哈基宁进站。在第一轮进站后，舒马赫恢复了总成绩的领先优势，在托萨弯角上超越了尼古拉·拉里尼。舒马赫由于较轻的燃油负荷而提高了速度，这意味着他能够从与哈基宁的差距中抽出足够的空间，这使他能够多做一次进站。哈基宁的速度非常慢，当哈基宁第二次进站时，拉里尼超越了他。
在比赛的这一阶段又有三位车手退赛：加乔特在第25圈由于机油压力下降，在Acque Minerale 弯角的砂石缓冲区中把赛车停了下来，布拉姆在四圈后因转向故障退赛。第41圈，排名第七的吉安尼·莫尔拜德利由于引擎过热退赛。在第48圈，米歇尔·阿尔博雷托进入维修站，但当他出站时，右后轮从米纳尔迪赛车离开维修通道时松脱，击中了两辆法拉利和两名莲花机械师，这两人立刻送往医院治疗。尽管杰哈德·伯格、伯尼·埃克莱斯顿和尼基·劳达前往比赛控制中心请求停止比赛，但请求被拒绝，比赛得以继续。
第54圈，克里斯蒂安·菲蒂帕尔迪由于刹车踏板故障，冲入砂石缓冲区退出了比赛。
比赛即将结束时，哈基宁车速变慢，卡尔·温德林格追上了他，希望让索伯车队第一次登上领奖台。然而，哈基宁抵抗住了温德林格的挑战，以第三名的成绩完成比赛，温德林格名列第四。片山右京为泰瑞尔获得第五名，希尔则以第六名的成绩完成比赛。
迈克尔·舒马赫在这场比赛中领先拉里尼和哈基宁夺冠，在1994赛季的前三场大奖赛中，连续三次夺冠，得到了30个积分。这场比赛是拉里尼职业生涯中唯一一次登上领奖台，也是他唯二获得积分的比赛之一。温德林格的车在减速圈抛锚后，温德林格骑着哈基宁的迈凯轮回到了维修站。在颁奖仪式上，出于对艾尔顿·塞纳和罗兰德·拉岑伯格的尊重，并没有喷洒香槟庆祝的环节。

#### 正赛成绩
| \| 排名 \| 车号 \| 车手 \| 车队 \| 圈数 \| 时间/退赛 \| 发车位 \| 积分 \| \| ---------- \| ---- \| ------------------------------- \| ------------------------------------- \| ---- \| ---------------------- \| ------ \| ---- \| \| 1 \| 5 \| 迈克尔·舒马赫 \| 福特-贝纳通车队 \| 58 \| 1:28:28.642 \| 2 \| 10 \| \| 2 \| 27 \| 尼古拉·拉里尼 \| 法拉利车队 \| 58 \| +54.942秒 \| 6 \| 6 \| \| 3 \| 7 \| 米卡·哈基宁 \| 标致-迈凯伦车队 \| 58 \| +70.679秒 \| 8 \| 4 \| \| 4 \| 29 \| 卡尔·温德林格（英语：Karl Wendlinger） \| 梅賽德斯-索伯車隊 \| 58 \| +73.658秒 \| 10 \| 3 \| \| 5 \| 3 \| 片山右京 \| 雅马哈-泰利尔车队 \| 57 \| +1圈 \| 9 \| 2 \| \| 6 \| 0 \| 达蒙·希尔 \| 雷诺-威廉姆斯车队 \| 57 \| +1圈 \| 4 \| 1 \| \| 7 \| 30 \| 亨茨·赫拉德·弗伦岑 \| 梅賽德斯-索伯車隊 \| 57 \| +1圈 \| 7 \| \| \| 8 \| 8 \| 马丁·布伦德尔 \| 标致-迈凯伦车队 \| 57 \| +1圈 \| 13 \| \| \| 9 \| 4 \| 马克·布伦德尔 \| 雅马哈-泰利尔车队 \| 56 \| +2圈 \| 12 \| \| \| 10 \| 12 \| 约翰尼·赫伯特 \| 本田-无限（英语：Mugen-Honda） -莲花车队 \| 56 \| +2圈 \| 20 \| \| \| 11 \| 26 \| 奥利维耶·潘尼斯 \| 雷诺-Ligier车队（英语：Equipe Ligier） \| 56 \| +2圈 \| 19 \| \| \| 12 \| 25 \| 埃里克·伯纳德（英语：Éric Bernard） \| 雷诺-Ligier车队（英语：Equipe Ligier） \| 55 \| +3圈 \| 17 \| \| \| 13 \| 9 \| 克里斯蒂安·费迪帕尔蒂（英语：Christian Fittipaldi） \| 福特-Footwork车队（英语：Footwork Arrows） \| 54 \| 驶离跑道 \| 16 \| \| \| Ret \| 15 \| 安德烈日·塞萨瑞斯 \| 哈特（英语：Brian Hart Ltd.）-乔丹车队 \| 49 \| 驶离跑道 \| 21 \| \| \| Ret \| 24 \| 迈克尔·阿尔伯雷特 \| 福特-米纳尔迪车队 \| 44 \| 轮胎问题 \| 15 \| \| \| Ret \| 10 \| 詹尼·莫比德里（英语：Gianni Morbidelli） \| 福特-Footwork车队（英语：Footwork Arrows） \| 40 \| 引擎问题 \| 11 \| \| \| Ret \| 23 \| 皮耶路易吉·马提尼（英语：Pierluigi Martini） \| 福特-米纳尔迪车队 \| 37 \| 驶离跑道 \| 14 \| \| \| Ret \| 31 \| 大卫·布拉汉姆（英语：David Brabham） \| 福特-Simtek车队（英语：Simtek） \| 27 \| 驶离跑道 \| 24 \| \| \| Ret \| 34 \| 贝特朗·加邵（英语：Bertrand Gachot） \| Ilmor（英语：Ilmor）-Pacific车队（英语：Pacific Racing） \| 23 \| 引擎问题 \| 25 \| \| \| Ret \| 19 \| 奥利维尔·伯瑞塔（英语：Olivier Beretta） \| 福特-Larrousse车队（英语：Larrousse） \| 17 \| 引擎问题 \| 23 \| \| \| Ret \| 28 \| 加赫特·贝加 \| 法拉利车队 \| 16 \| 悬挂系统问题 \| 3 \| \| \| Ret \| 2 \| 埃尔顿·塞纳 \| 雷诺-威廉姆斯车队 \| 5 \| 正赛事故导致车手死亡 \| 1 \| \| \| Ret \| 20 \| 埃里克·科马斯（英语：Érik Comas） \| 福特-Larrousse车队（英语：Larrousse） \| 5 \| 放弃比赛 \| 18 \| \| \| Ret \| 6 \| JJ尼赫托（英语：JJ Lehto） \| 福特-贝纳通车队 \| 0 \| 碰撞 \| 5 \| \| \| Ret \| 11 \| 佩德罗·拉米 \| 本田-无限（英语：Mugen-Honda） -莲花车队 \| 0 \| 碰撞 \| 22 \| \| \| DNS \| 32 \| 罗兰德·拉岑伯格 \| 福特-Simtek车队（英语：Simtek） \| \| 排位赛事故导致车手死亡 \| \| \| \| DNQ \| 33 \| 保罗·贝尔蒙多（英语：Paul Belmondo） \| Ilmor（英语：Ilmor）-Pacific车队（英语：Pacific Racing） \| \| \| – \| \| \| DNQ \| 14 \| 鲁本斯·巴里切罗 \| 哈特（英语：Brian Hart Ltd.）-乔丹车队 \| \| 受伤 \| – \| \| \| 来源：[46] \| \| \| \| \| \| \| \| | RET：未完赛 DNS：未起步 DNQ：未获参赛资格 |                       |                     |      |                        |        |      |
| 排名 | 车号                                      | 车手                  | 车队                | 圈数 | 时间/退赛              | 发车位 | 积分 |
| 1 | 5                                         | 迈克尔·舒马赫         | 福特-贝纳通车队     | 58   | 1:28:28.642            | 2      | 10   |
| 2 | 27                                        | 尼古拉·拉里尼         | 法拉利车队          | 58   | +54.942秒              | 6      | 6    |
| 3 | 7                                         | 米卡·哈基宁           | 标致-迈凯伦车队     | 58   | +70.679秒              | 8      | 4    |
| 4 | 29                                        | 卡尔·温德林格         | 梅賽德斯-索伯車隊   | 58   | +73.658秒              | 10     | 3    |
| 5 | 3                                         | 片山右京              | 雅马哈-泰利尔车队   | 57   | +1圈                   | 9      | 2    |
| 6 | 0                                         | 达蒙·希尔             | 雷诺-威廉姆斯车队   | 57   | +1圈                   | 4      | 1    |
| 7 | 30                                        | 亨茨·赫拉德·弗伦岑    | 梅賽德斯-索伯車隊   | 57   | +1圈                   | 7      |      |
| 8 | 8                                         | 马丁·布伦德尔         | 标致-迈凯伦车队     | 57   | +1圈                   | 13     |      |
| 9 | 4                                         | 马克·布伦德尔         | 雅马哈-泰利尔车队   | 56   | +2圈                   | 12     |      |
| 10 | 12                                        | 约翰尼·赫伯特         | 本田-无限 -莲花车队 | 56   | +2圈                   | 20     |      |
| 11 | 26                                        | 奥利维耶·潘尼斯       | 雷诺-Ligier车队     | 56   | +2圈                   | 19     |      |
| 12 | 25                                        | 埃里克·伯纳德         | 雷诺-Ligier车队     | 55   | +3圈                   | 17     |      |
| 13 | 9                                         | 克里斯蒂安·费迪帕尔蒂 | 福特-Footwork车队   | 54   | 驶离跑道               | 16     |      |
| Ret | 15                                        | 安德烈日·塞萨瑞斯     | 哈特-乔丹车队       | 49   | 驶离跑道               | 21     |      |
| Ret | 24                                        | 迈克尔·阿尔伯雷特     | 福特-米纳尔迪车队   | 44   | 轮胎问题               | 15     |      |
| Ret | 10                                        | 詹尼·莫比德里         | 福特-Footwork车队   | 40   | 引擎问题               | 11     |      |
| Ret | 23                                        | 皮耶路易吉·马提尼     | 福特-米纳尔迪车队   | 37   | 驶离跑道               | 14     |      |
| Ret | 31                                        | 大卫·布拉汉姆         | 福特-Simtek车队     | 27   | 驶离跑道               | 24     |      |
| Ret | 34                                        | 贝特朗·加邵           | Ilmor-Pacific车队   | 23   | 引擎问题               | 25     |      |
| Ret | 19                                        | 奥利维尔·伯瑞塔       | 福特-Larrousse车队  | 17   | 引擎问题               | 23     |      |
| Ret | 28                                        | 加赫特·贝加           | 法拉利车队          | 16   | 悬挂系统问题           | 3      |      |
| Ret | 2                                         | 埃尔顿·塞纳           | 雷诺-威廉姆斯车队   | 5    | 正赛事故导致车手死亡   | 1      |      |
| Ret | 20                                        | 埃里克·科马斯         | 福特-Larrousse车队  | 5    | 放弃比赛               | 18     |      |
| Ret | 6                                         | JJ尼赫托              | 福特-贝纳通车队     | 0    | 碰撞                   | 5      |      |
| Ret | 11                                        | 佩德罗·拉米           | 本田-无限 -莲花车队 | 0    | 碰撞                   | 22     |      |
| DNS | 32                                        | 罗兰德·拉岑伯格       | 福特-Simtek车队     |      | 排位赛事故导致车手死亡 |        |      |
| DNQ | 33                                        | 保罗·贝尔蒙多         | Ilmor-Pacific车队   |      |                        | –      |      |
| DNQ | 14                                        | 鲁本斯·巴里切罗       | 哈特-乔丹车队       |      | 受伤                   | –      |      |
| 来源： |                                           |                       |                     |      |                        |        |      |

## 赛后调查
在赛后的新闻发布会上，分站冠军舒马赫表示他“一点没有感受到满足与快乐（couldn't feel satisfied, couldn't feel happy）”。舒马赫冲过终点线2小时20分钟之后（当地时间下午6点40分），玛利亚·特雷萨·菲安德里博士（Dr. Maria Teresa Fiandri）宣布艾尔顿·塞纳已经死亡。稍后官方公布了塞纳的死亡时间，塞纳于当地时间下午2点17分死亡，这意味着塞纳是在事故发生时即已死亡。尸体解剖结果表明了塞纳的死亡原因：轮胎和悬架撞击头部导致头部重伤。　BBC解说员穆瑞·沃克称这是“这是我记忆中F1历史上最黑暗的一天”。
1994年5月3日，国际汽联照会意大利赛车俱乐部（Italian Automobile Club）重新调查这起事故。国际汽联对下一站比赛（摩纳哥大奖赛）提出了一系列的安全措施
，包括
- 进入和驶离维修站通道的道路被改成弯道来控制车速
- 除非是赛车进站，否则任何技师不得进入维修站通道
- 用抽签决定赛车进站顺序，不按照顺序进站的情况仅限于紧急情况，因为紧急情况进站不允许加油或者换胎

在这次比赛之后，伊莫拉赛道做出了这样的更改

在这一次事故之后，赛道方面对伊莫拉赛道进行了一些修改。包括
- 将坦布雷罗弯（Tamburello corner，加赫特·贝加在1989年，内尔松·皮奎特在1987年都曾在这个弯道发生过严重事故）由高速弯改为双急转弯
- 国际汽联对赛车的设计规则进行了非常巨大的修改，以致于所有车队必须为1995赛季设计出全新的赛车，因为1994赛季的赛车并不符合新的规则[52]
- 1961年创建但于1982年废除的世锦赛车手协会（英语：Grand Prix Drivers' Association）因为该站的事故在下一站比赛（1994年摩纳哥大奖赛（英语：1994 Monaco Grand Prix））重新建立了，车手协会重建的最主要的目的便是为了给予车手参与赛车安全问题的讨论，以此来提高赛车的安全性

那一年的摩纳哥大奖赛的前两个发车位被涂上了奥地利和巴西国旗，以此来纪念两位在圣马力诺大奖赛中去世的车手：奥地利车手罗兰德·拉岑伯格和巴西车手艾尔顿·塞纳。两人各自的车队：威廉姆斯车队和Simtek车队在1994年摩纳哥大奖赛中也都只派出一辆赛车参加比赛。除此之外，在比赛之前也为他们两人默哀了一分钟。
1996年10月，国际汽联开始研究新的车手保护系统来确保车手的安全，他们准备将汉斯装置（头颈保护装置）引入F1。汉斯装置第一次面世是在1991年，它设计的目的便是为了在事故中保护车手的头部和颈部，防止车手发生颅底骨折，这正是导致拉岑伯格死亡的主要原因。早期的报告中就显示汉斯装置是有效的，在2000年圣马力诺大奖赛中，最后一份报告认为汉斯装置应该被引入F1。从2003赛季开始，佩戴汉斯装置成为一项强制性规则。
塞纳死后直到2015年没有车手死于F1比赛事故。2014年日本大奖赛中，儒勒·比安奇遭遇致命事故。2015年7月17日，儒勒·比安奇死亡，成为继塞纳之后第一位死于F1比赛事故的车手。但是期间还有3名赛道工作人员因为赛道事故而死亡：保罗·吉斯里伯蒂（Paolo Gislimberti ）死于2000年意大利大奖赛；格拉汉姆·伯维利奇（Graham Beveridge ）死于2001年澳大利亚大奖赛；马克·罗宾逊（Mark Robinson）死于2013年加拿大大奖赛。

### 审判
意大利检察官对6名与塞纳之死有关的人员提起诉讼。这6人分别是威廉姆斯车队主席弗兰克·威廉姆斯，车队设计师帕特里克·海德，车队设计师亚德里安·纽维，恩佐·迪诺·法拉利赛道代表费德里克·本迪内利（Fedrico Bendinelli），赛道经理乔吉奥·博吉（Giorgio Poggi）和比赛干事罗兰德·布瑞斯瑞德。1997年12月16日，法院裁决这6位被告无罪，意大利法院也给出了导致塞纳死亡这次事故的原因：赛车转向柱断裂。
在1997年的法院裁决之后，意大利检察官提出上诉继续起诉帕特里克·海德和亚德里安·纽维。在1999年11月22日，法院宣布这两人无罪，法院称没有任何直接的证据（赛车的黑匣子记录器有一部分数据因事故而丢失，赛车摄像机也有1.6秒的空白，因为在事故之前，转播被转到另一台车的摄像机上），根据意大利刑法第540条规。这一份法院裁决在2003年1月被意大利最高法院否决，因为意大利最高法院认为在这一案件中刑法第539条被错误理解了，因此对此案的审判重新开始。2007年4月13日，意大利上诉法庭宣判：“事故发生的主要原因是转向柱的断裂，这是因为糟糕的设计和修改，这次事故的主要责任在帕特里克·海德身上”。尽管被判对塞纳的事故负责，但是帕特里克·海德并未被逮捕，因为在意大利，过失杀人的审判时效是7年6个月，但是最后判决是在事故后的第13年才给出的
。

### 葬礼

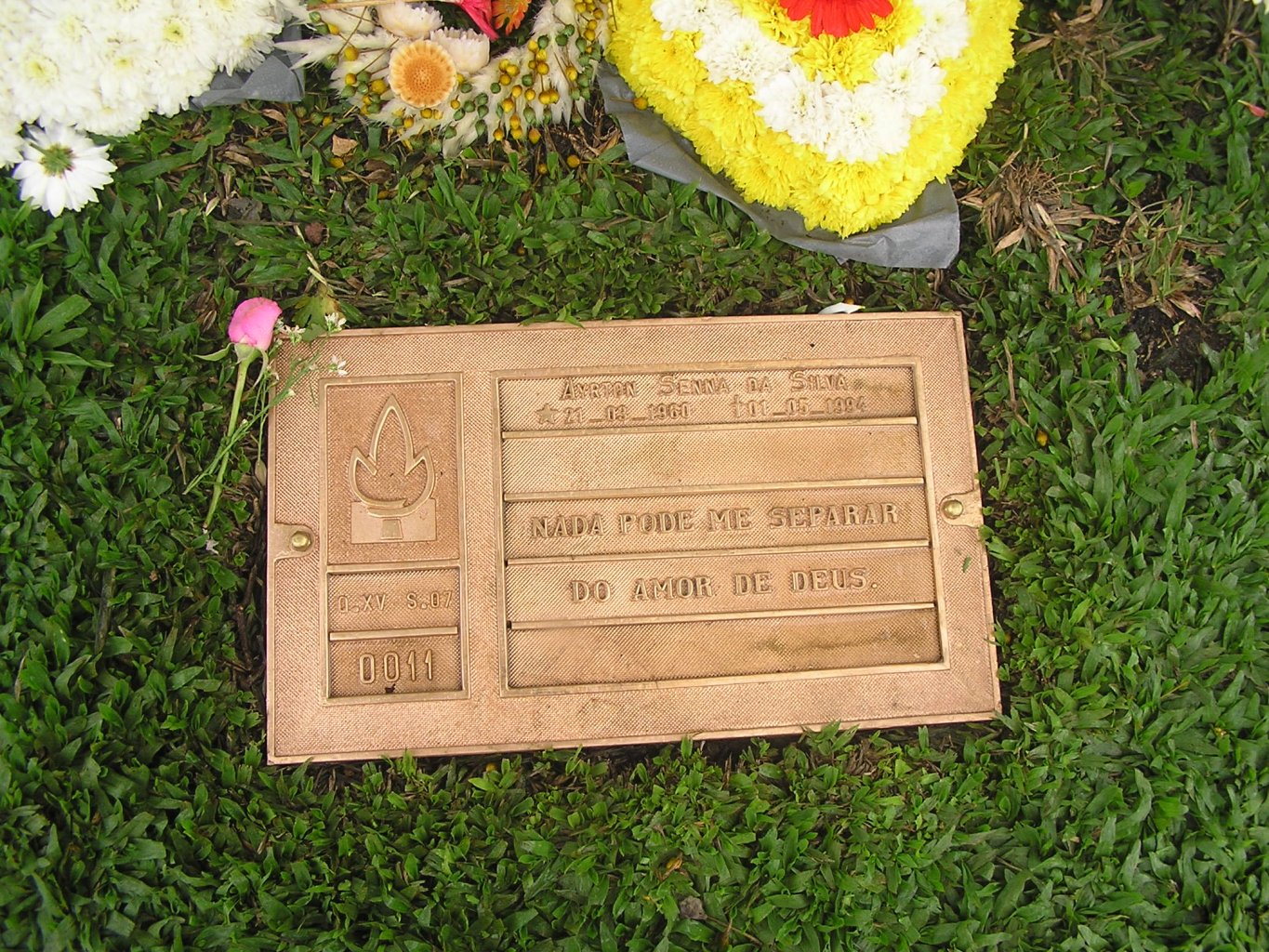
塞纳的墓碑

1994年5月4日，巴西航空派出专机护送塞纳的遗体回到巴西，巴西政府为其举行国葬，超过100万的巴西民众沿途追悼塞纳。巴西以国家元首的礼节将塞纳的遗体安葬在其家乡圣保罗市，在塞纳的墓志铭上刻着： “没有什么可以让我远离上帝的爱（原文为葡萄牙文：NADA PODE ME SEPARAR DO AMOR DE DEUS）。”赛车界的主要人物大都参加了塞纳的葬礼，但是时任国际汽联主席的马克斯·莫斯利并未出席，他参加了5月7日在奥地利萨尔茨堡举行的罗兰德·拉岑伯格的葬礼。10年之后，莫斯利在一次记者招待会上称，“我去参加拉岑伯格的葬礼是因为每个人都会去参加塞纳的葬礼，我认为对拉岑伯格来说有人来参加他的葬礼很重要。”

## 赛后积分榜
| 排名 | 车手            | 积分 |
| ---- | --------------- | ---- |
| 1    | 迈克尔·舒马赫   | 30   |
| 2    | 达蒙·希尔       | 7    |
| 3    | 鲁本斯·巴里切罗 | 7    |
| 4    | 加赫特·贝加     | 6    |
| 5    | 尼古拉·拉里尼   | 6    |

| 排名 | 车队              | 积分 |
| ---- | ----------------- | ---- |
| 1    | 福特-贝纳通车队   | 30   |
| 2    | 法拉利车队        | 16   |
| 3    | 雷诺-威廉姆斯车队 | 7    |
| 4    | 哈特-乔丹车队     | 7    |
| 5    | 梅賽德斯-索伯车队 | 6    |